# LOOP H☆R
LOOP H☆R（ループエイチアール）は、日本のロックバンド、歌い手、YouTuber。

## 概要
主にYouTubeで活動している長野県在住の夫婦で、バンド結成の理由は「両親への反発」。ベースとドラムはかつて在籍していたが、予定が合わず脱退した。バンド名の由来はLOOP=繋がる、H=Heart、R=Rock、☆はキラキラ輝くようにとのこと。
動画サイトに投稿された初ライブでの映像がSNSで話題を呼び、2018年2月には今井メロをフィーチャーした「冬の歌」のミュージック・ビデオ（MV）をYouTubeで公開。「Shimokitazawa SOUND CRUISING 2018」「YATSUI FESTIVAL! 2018」といったイベントに出演し、6月には前述の初ライブで演奏した楽曲「孤独の鴉（孤独の鳥居）」のMVを公開した。
2018年10月、TAKAが強制わいせつの容疑で逮捕されたことを受けて解散したが、2020年4月に再結成した。
2023年、親の介護に専念するため、解散（引退）を発表。

## メンバー
YUKA（妻）
ボーカル
TAKA（夫）
ギター
きらみぃ
猫

## 楽曲
- 夢
- 冬の歌
- 孤独の鴉（孤独の鳥居）
- ムーンライト・バタフライ
- もやし
- 音楽〜music〜[8]
- 蕣

## MV非公開楽曲
以下は過去に行われたLIVEで演奏されたことのある楽曲である。
- My Only Just Flower
- ゴジゴリの歌
- Happy Winter Christmas Song
- 運命、二人、これからの道。
- Assist It's and live
- ありがとうの歌
- Super Summer Season
- Dreamfighter
- 〜約束〜
- Back Fire Girl
- My Sweet Boys